# ديفيد نيكسون
ديفيد نيكسون (بالإنجليزية: David Nixon)‏ (9 يوليو 1988 في المملكة المتحدة - ) هو لاعب كرة قدم بريطاني في مركز الدفاع. لعب مع كوين أوف ساوث ونادي ماذرويل وأردريونيانز.

## وصلات خارجية
- ديفيد نيكسون على موقع قاعدة بيانات كرة القدم.إي يو (الإنجليزية)
- ديفيد نيكسون على موقع Soccerbase.com (لاعب) (الإنجليزية)